# 科马纳
科马纳（法語：Commana，法語發音：[kɔmana]）是法国菲尼斯泰尔省的一个市镇，位于该省北部，属于莫尔莱区。

## 地理
科马纳（48°24'50"N, 3°57'17"W）面积39.9 平方千米，位于法国布列塔尼大區菲尼斯泰尔省，该省份为法国最西部的省份，位于布列塔尼半岛西部，北西南三面环大西洋，东临阿摩尔滨海省和莫尔比昂省。
与科马纳接壤的市镇（或旧市镇、城区）包括：博特默尔、拉弗耶、普卢内乌尔梅内兹、圣索沃尔、锡赞、圣泰戈内克-洛克埃吉内尔。

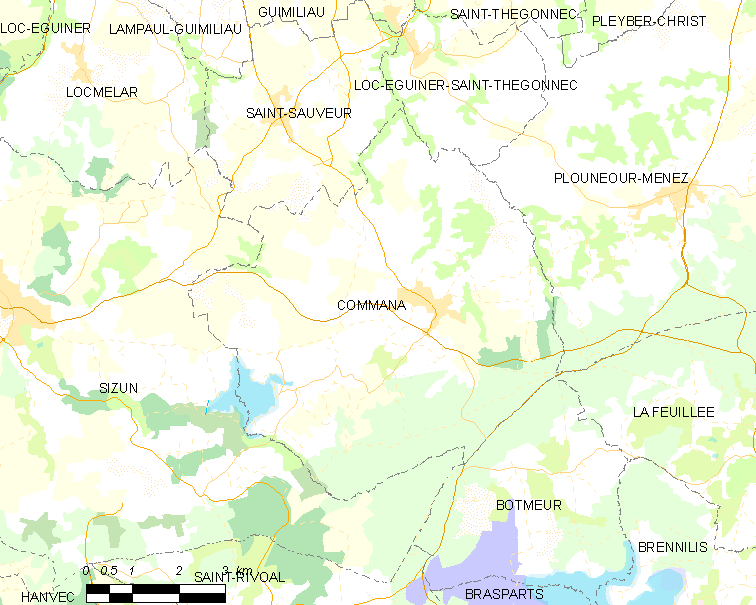
科马纳的OSM定位图

科马纳的时区为UTC+01:00、UTC+02:00（夏令时）。

## 行政
科马纳的邮政编码为29450，INSEE市镇编码为29038。

## 政治
科马纳所属的省级选区为朗迪维肖县。

## 人口

1962-2008年间科马纳人口变化图示

科马纳于2022年1月1日时的人口数量为994人。